# John Gabriel Stedman
John Gabriel Stedman, född 1744, död 7 mars 1797, var en framstående brittisk-nederländsk soldat och författare. Han föddes i Österrikiska Nederländerna 1744 som son till Robert Stedman, en skotte som arbetade i Holland’s Scots Brigade och dennes holländska adliga fru Antoinetta Christina van Ceulen. Han bodde större delen av sitt liv i Republiken Förenade Nederländerna men tillbringade även en del tid hos sin farbror i Skottland. Stedman beskrev senare sin barndom som “fullproppat av missöden och slipande upplevelser av alla slag”. Hans år i Surinam på den nordliga kusten av Sydamerika präglades av möten med afrikanska slavar, koloniala odlare samt den lokala exotiska floran och faunan. Han skrev ner sina erfarenheter i The Narrative of a Five Years Expedition against the Revolted Negroes of Surinam (1796), en ögonvittnesskildring av slaveri och andra aspekter av kolonisering, som blev ett viktigt verktyg i abolitionismen.